# Iurie Leancă
Iurie Leancă (Cimişlia, Moldavia, 20 de octubre de 1963) es un político moldavo, primer ministro de Moldavia desde el 25 de abril de 2013 y hasta el 18 de febrero de 2015.
- Datos: Q58087
- Multimedia: Iurie Leancă / Q58087